# Кубок світу з хокею з шайбою 2016
Кубок світу з хокею з шайбою 2016 — 3-й кубок світу з хокею, що пройшов після дванадцятирічної перерви в Торонто (Канада) з 17 вересня по 29 вересня 2016. Володарем кубка вдруге в історії стала збірна Канади.

## Учасники
10 вересня 2015 Міжнародна федерація хокею із шайбою визначила вісім збірних, що візьмуть участь в третьому кубку світу з хокею:
- Канада (господар)
- Чехія
- Фінляндія
- Росія
- Швеція
- США
- Європа (представники не провідних хокейних країн Європи)
- Північна Америка (до 23 років)

## Арена
| Ейр-Канада-центр Місткість: 18,819 |
| ---------------------------------- |
|                                    |
| Канада – Торонто                   |

## Виставкові матчі турніру
| 8 вересня 2016 12:30 | Чехія | 3 : 4 (1:1, 0:2, 2:1) | Росія | «Ювілейний», Санкт-Петербург Глядачів: 6,311 |

| Протокол | Протокол                    | Протокол | Протокол           | Протокол                             |
| --- | --------------------------- | --- | ------------------ | ------------------------------------ |
| | Петр Мразек                 | Голкіпери | Сергій Бобровський | Арбітри: Горд Дваєр Костянтин Оленін |
| М. Кемпний (Соботка, М. Міхалек) – 3:54 М. Ганзал (Гемський, М. Кемпний) (біл.) – 46:48 Плеканець (Р. Полак, Палат) – 57:13 | 1–0 1–1 1–2 1–3 2–3 2–4 3–4 | Панарін (Шипачов, Дадонов) – 18:29 Тарасенко (Кучеров, Марков) (біл.) – 25:22 Кучеров (Марченко, Орлов) – 28:38 Дадонов (Панарін, Шипачов) – 48:48 |                    | Арбітри: Горд Дваєр Костянтин Оленін |
| 12 хв. | Вилучення                   | 10 хв. |                    | Арбітри: Горд Дваєр Костянтин Оленін |
| 32 | Кидки                       | 28 |                    | Арбітри: Горд Дваєр Костянтин Оленін |

| 8 вересня 2016 12:00 | Швеція | 2 : 3 (ОТ) (0:0, 1:1, 1:1, 0:1) | Фінляндія | «Hartwall Arena», Гельсінки Глядачів: 11,634 |

| Протокол                                                                   | Протокол                  | Протокол                                                                        | Протокол    | Протокол                            |
| -------------------------------------------------------------------------- | ------------------------- | ------------------------------------------------------------------------------- | ----------- | ----------------------------------- |
|                                                                            | Юнас Енрот Якоб Маркстрем | Голкіпери                                                                       | Пекка Рінне | Арбітри: Ерік Фурлатт Анссі Салонен |
| Ерікссон (Гедман, Д. Седін) – 35:29 Содерберг (Ракелль, Ландескуг) – 49:42 | 0–1 1–1 2–1 2–2 2–3       | Барков (біл.) – 34:40 Гранлунд (Койву) – 55:01 Мяяття (Барков, Йокінен) – 64:17 |             | Арбітри: Ерік Фурлатт Анссі Салонен |
| 14 хв.                                                                     | Вилучення                 | 6 хв.                                                                           |             | Арбітри: Ерік Фурлатт Анссі Салонен |
| 20                                                                         | Кидки                     | 24                                                                              |             | Арбітри: Ерік Фурлатт Анссі Салонен |

| 8 вересня 2016 8:00 | Північна Америка | 4 : 0 (0:0, 3:0, 1:0) | Європа | «Відеотрон Центр», Квебек Глядачів: 18,005 |

| Протокол | Протокол        | Протокол  | Протокол      | Протокол                            |
| --- | --------------- | --------- | ------------- | ----------------------------------- |
| | Метт Мюррей     | Голкіпери | Ярослав Галак | Арбітри: Вес Макколі Дан О’Геллоран |
| Мак-Кіннон (Екблад, Годро) (біл.) – 23:52 Ньюджент-Гопкінс – 26:22 Годро (Саад, Ейчел) – 28:34 Мак-Кіннон (мен.) – 52:52 | 1–0 2–0 3–0 4–0 |           |               | Арбітри: Вес Макколі Дан О’Геллоран |
| 4 хв. | Вилучення       | 2 хв.     |               | Арбітри: Вес Макколі Дан О’Геллоран |
| 21 | Кидки           | 23        |               | Арбітри: Вес Макколі Дан О’Геллоран |

| 9 вересня 2016 7:00 | Канада | 2 : 4 (0:2, 1:1, 1:1) | США | Нейшнвайд-арена, Колумбус Глядачів: 17,791 |

| Протокол                                                          | Протокол                | Протокол | Протокол                | Протокол                            |
| ----------------------------------------------------------------- | ----------------------- | --- | ----------------------- | ----------------------------------- |
|                                                                   | Кері Прайс              | Голкіпери | Бен Бішоп Джонатан Квік | Арбітри: Дан О'Рурк Келлі Сазерленд |
| Бержерон (Кросбі, Маршенд) – 33:24 Дауті (Гецлаф, Маззін) – 45:21 | 0–1 0–2 1–2 1–3 2–3 2–4 | Парізе (Сутер, Степан) – 16:56 Кейн (Павелскі) – 18:01 Павелскі (Д. Джонсон, Кейн) – 35:54 Степан (ПВ) – 58:39 |                         | Арбітри: Дан О'Рурк Келлі Сазерленд |
| 10 хв.                                                            | Вилучення               | 21 хв. |                         | Арбітри: Дан О'Рурк Келлі Сазерленд |
| 43                                                                | Кидки                   | 25 |                         | Арбітри: Дан О'Рурк Келлі Сазерленд |

| 10 вересня 2016 10:30 | Росія | 1 : 2 (Б) (0:0, 0:0, 1:1, 0:0) | Чехія | «O₂ Арена», Прага Глядачів: 13,848 |

| Протокол                           | Протокол       | Протокол                             | Протокол      | Протокол                      |
| ---------------------------------- | -------------- | ------------------------------------ | ------------- | ----------------------------- |
|                                    | Семен Варламов | Голкіпери                            | Міхал Нойвірт | Арбітри: Горд Дваєр Ян Грибик |
| Кучеров (Кузнецов, Ємелін) – 41:04 | 1–0 1–1 буліти | Плеканець (Фролик, Р. Полак) – 58:49 |               | Арбітри: Горд Дваєр Ян Грибик |
| 12 хв.                             | Вилучення      | 12 хв.                               |               | Арбітри: Горд Дваєр Ян Грибик |
| 21                                 | Кидки          | 34                                   |               | Арбітри: Горд Дваєр Ян Грибик |

| 10 вересня 2016 12:00 | Фінляндія | 3 : 6 (0:0, 0:0, 0:0) | Швеція | «Скандинавіум», Гетеборг Глядачів: 12,044 |

| Протокол | Протокол                            | Протокол | Протокол         | Протокол                           |
| --- | ----------------------------------- | --- | ---------------- | ---------------------------------- |
| | Туукка Раск                         | Голкіпери | Генрік Лундквіст | Арбітри: Ерік Фурлатт Тобіас Бйорк |
| Рістолайнен (Койву, Донськой) (біл.) – 36:53 Койву (Донськой, Рістолайнен) – 39:58 Гаула (Йокіпакка, Лінделл) – 56:34 | 0–1 0–2 0–3 1–3 2–3 2–4 2–5 3–5 3–6 | Ерікссон (Г. Седін, Екман-Ларссон) (біл.) – 8:56 Ерікссон (Д. Седін, Г. Седін) (біл.) – 18:06 Гернквіст – 33:55 Бекстрем (Форсберг, Гернквіст) – 51:54 Гернквіст (Форсберг) – 54:45 Форсберг (Гернквіст) (ПВ) – 57:53 |                  | Арбітри: Ерік Фурлатт Тобіас Бйорк |
| 14 хв. | Вилучення                           | 12 хв. |                  | Арбітри: Ерік Фурлатт Тобіас Бйорк |
| 14 | Кидки                               | 29 |                  | Арбітри: Ерік Фурлатт Тобіас Бйорк |

| 10 вересня 2016 7:00 | США | 2 : 5 (1:3, 1:1, 0:1) | Канада | «Canadian Tire Centre», Оттава Глядачів: 18,687 |

| Протокол                                                 | Протокол                    | Протокол | Протокол                     | Протокол                     |
| -------------------------------------------------------- | --------------------------- | --- | ---------------------------- | ---------------------------- |
|                                                          | Бен Бішоп Корі Шнайдер      | Голкіпери | Корі Кроуфорд Брейден Голтбі | Арбітри: Вес Макколі Кріс Лі |
| Мак-Донаф (Степан) – 16:35 Карлсон (Кейн) (біл.) – 20:38 | 0–1 0–2 0–3 1–3 2–3 2–4 2–5 | Кутюр (Торнтон, Перрі) (біл.) – 11:15 Таварес (Стемкос, Дауті) (біл.) – 13:25 Боумістер (Гецлаф, Перрі) – 15:38 Дюшен (Сегін, Дауті) – 32:11 Таварес (Стемкос, Тейвз) (біл.) – 48:01 |                              | Арбітри: Вес Макколі Кріс Лі |
| 28 хв.                                                   | Вилучення                   | 24 хв. |                              | Арбітри: Вес Макколі Кріс Лі |
| 23                                                       | Кидки                       | 38 |                              | Арбітри: Вес Макколі Кріс Лі |

| 11 вересня 2016 6:00 | Європа | 4 : 7 (1:5, 2:0, 1:2) | Північна Америка | Белл-центр, Монреаль Глядачів: 17,243 |

| Протокол | Протокол                                    | Протокол | Протокол    | Протокол                            |
| --- | ------------------------------------------- | --- | ----------- | ----------------------------------- |
| | Томас Грайсс Ярослав Галак                  | Голкіпери | Джон Гібсон | Арбітри: Келлі Сазерленд Дан О'Рурк |
| Бельмар (Ванек) – 8:55 Габорик (Йосі, Бельмар) – 24:50 Габорик (Нільсен, Цуккарелло) – 39:14 Нільсен (Йосі, Цуккарелло) – 48:17 | 0–1 0–2 0–3 1–3 1–4 1–5 2–5 3–5 4–5 4–6 4–7 | Екблад (Метьюс, Саад) – 5:20 Ларкін (Трочек, Р. Мюррей) – 6:27 Екблад (Мак-Кіннон) – 7:19 Райллі (Друен) – 10:22 Годро (Шейфеле) – 15:54 Годро (Мак-Кіннон, Парайко) – 51:29 Ларкін (Ейчел, Парайко) (ПВ) – 59:46 |             | Арбітри: Келлі Сазерленд Дан О'Рурк |
| 8 хв. | Вилучення                                   | 2 хв. |             | Арбітри: Келлі Сазерленд Дан О'Рурк |
| 33 | Кидки                                       | 33 |             | Арбітри: Келлі Сазерленд Дан О'Рурк |

| 13 вересня 2016 7:00 | Фінляндія | 2 : 3 (0:1, 0:2, 2:0) | США | Верайзон-центр, Вашингтон Глядачів: 15,653 |

| Протокол                                                        | Протокол            | Протокол                                                                                   | Протокол      | Протокол                    |
| --------------------------------------------------------------- | ------------------- | ------------------------------------------------------------------------------------------ | ------------- | --------------------------- |
|                                                                 | Пекка Рінне         | Голкіпери                                                                                  | Джонатан Квік | Арбітри: Дан О'Рурк Кріс Лі |
| П. Лайне (Ватанен) (біл.) – 51:22 Йокінен (Рістолайнен) – 55:27 | 0–1 0–2 0–3 1–3 2–3 | Оші (Кеслер, Мак-Донаф) – 1:08 Кеслер (Вілер, Пачіоретті) – 23:37 Степан (Карлсон) – 25:34 |               | Арбітри: Дан О'Рурк Кріс Лі |
| 4 хв.                                                           | Вилучення           | 10 хв.                                                                                     |               | Арбітри: Дан О'Рурк Кріс Лі |
| 32                                                              | Кидки               | 29                                                                                         |               | Арбітри: Дан О'Рурк Кріс Лі |

| 14 вересня 2016 3:30 | Чехія | 3 : 2 (1:0, 0:0, 2:2) | Північна Америка | Consol Energy Center, Піттсбург |

| Протокол | Протокол                  | Протокол                                                                     | Протокол                    | Протокол                          |
| --- | ------------------------- | ---------------------------------------------------------------------------- | --------------------------- | --------------------------------- |
| | Міхал Нойвірт Петр Мразек | Голкіпери                                                                    | Метт Мюррей Коннор Еллебюйк | Арбітри: Ерік Фурлатт Вес Макколі |
| Палат (Гемський, М. Кемпний) (біл.) – 10:08 Факса (Пастрняк, Палат) – 47:16 Плеканець (Гемський, Накладал) – 51:50 | 1–0 2–0 2–1 2–2 3–2       | Гостісбер (Ларкін, Шейфеле) – 48:58 Метьюс (Годро, Гостісбер) (біл.) – 50:57 |                             | Арбітри: Ерік Фурлатт Вес Макколі |
| 16 хв. | Вилучення                 | 8 хв.                                                                        |                             | Арбітри: Ерік Фурлатт Вес Макколі |
| 29 | Кидки                     | 44                                                                           |                             | Арбітри: Ерік Фурлатт Вес Макколі |

| 14 вересня 2016 7:00 | Швеція | 2 : 6 (0:1, 1:2, 1:3) | Європа | Верайзон-центр, Вашингтон Глядачів: 13,523 |

| Протокол                                                                               | Протокол                        | Протокол | Протокол      | Протокол                         |
| -------------------------------------------------------------------------------------- | ------------------------------- | --- | ------------- | -------------------------------- |
|                                                                                        | Якоб Маркстрем Генрік Лундквіст | Голкіпери | Ярослав Галак | Арбітри: Келлі Сазерленд Кріс Лі |
| Д. Седін (Карлссон, Екман-Ларссон) (біл.) – 37:07 Гернквіст (Гедман, Форсберг) – 55:09 | 0–1 0–2 0–3 1–3 1–4 1–5 2–5 2–6 | Драйзайтль (Нідеррайтер, Хара) – 8:53 Татар (Габорик, Штрайт) (біл.) – 22:48 Драйзайтль (Нідеррайтер, Зайденберг) – 34:31 Ванек (Цуккарелло) – 45:01 Драйзайтль (Йосі) – 46:46 Копітар (Татар, Секера) (ПВ) – 59:28 |               | Арбітри: Келлі Сазерленд Кріс Лі |
| 4 хв.                                                                                  | Вилучення                       | 6 хв. |               | Арбітри: Келлі Сазерленд Кріс Лі |
| 36                                                                                     | Кидки                           | 24 |               | Арбітри: Келлі Сазерленд Кріс Лі |

| 14 вересня 2016 7:30 | Канада | 3 : 2 (ОТ) (1:0, 0:0, 1:2, 1:0) | Росія | Consol Energy Center, Піттсбург Глядачів: 12,332 |

| Протокол                                                                       | Протокол            | Протокол                                                                    | Протокол           | Протокол                           |
| ------------------------------------------------------------------------------ | ------------------- | --------------------------------------------------------------------------- | ------------------ | ---------------------------------- |
|                                                                                | Кері Прайс          | Голкіпери                                                                   | Сергій Бобровський | Арбітри: Дан О’Геллоран Горд Дваєр |
| Бержерон (Кросбі, Бернс) – 8:49 Таварес (Дауті) – 53:58 Гецлаф (Бернс) – 63:29 | 1–0 1–1 1–2 2–2 3–2 | Овечкін (Панарін, Малкін) (біл.) – 43:40 Панарін (Дадонов, Шипачов) – 47:25 |                    | Арбітри: Дан О’Геллоран Горд Дваєр |
| 14 хв.                                                                         | Вилучення           | 8 хв.                                                                       |                    | Арбітри: Дан О’Геллоран Горд Дваєр |
| 48                                                                             | Кидки               | 26                                                                          |                    | Арбітри: Дан О’Геллоран Горд Дваєр |

## Груповий етап

### Група А
| Команда | І | В | ВО | ПО | П | Ш    | Очк |
| ------- | - | - | -- | -- | - | ---- | --- |
| Канада  | 3 | 3 | 0  | 0  | 0 | 14:3 | 6   |
| Європа  | 3 | 2 | 0  | 0  | 1 | 7:6  | 4   |
| Чехія   | 3 | 1 | 0  | 1  | 1 | 6:12 | 3   |
| США     | 3 | 0 | 0  | 0  | 3 | 5:11 | 0   |

| 17 вересня 2016 3:30 | Європа | 3 : 0 (1:0, 2:0, 0:0) | США | Ейр-Канада-центр, Торонто Глядачів: 18,959 |

| Протокол | Протокол      | Протокол  | Протокол      | Протокол                            |
| --- | ------------- | --------- | ------------- | ----------------------------------- |
| | Ярослав Галак | Голкіпери | Джонатан Квік | Арбітри: Горд Дваєр Келлі Сазерленд |
| Габорик (Ф. Нільсен, Цуккарелло) — 04:19 Л. Драйзайтль (Н. Нідеррайтер, Т. Рідер) — 24:02 Бельмар (Я. Гансен, К. Ергофф) — 38:32 | 1–0 2–0 3–0   |           |               | Арбітри: Горд Дваєр Келлі Сазерленд |
| 8 хв. | Вилучення     | 8 хв.     |               | Арбітри: Горд Дваєр Келлі Сазерленд |
| 16 | Кидки         | 34        |               | Арбітри: Горд Дваєр Келлі Сазерленд |

| 17 вересня 2016 8:00 | Канада | 6 : 0 (3:0, 2:0, 1:0) | Чехія | Ейр-Канада-центр, Торонто Глядачів: 18,978 |

| Протокол | Протокол                | Протокол  | Протокол      | Протокол                      |
| --- | ----------------------- | --------- | ------------- | ----------------------------- |
| | Кері Прайс              | Голкіпери | Міхал Нойвірт | Арбітри: Ерік Фурлатт Кріс Лі |
| Кросбі (Маршенд, Стемкос) — 08:26 Бернс (Кросбі, Бержерон) — 17:08 Бержерон (Маршенд) — 19:59 Торнтон (Кросбі, Дюшен) — 27:22 Тейвз (Гецлаф, Таварес) (біл.) — 34:45 П'єтранджело (Дауті, Таварес) (біл.) — 52:41 | 1–0 2–0 3–0 4–0 5–0 6–0 |           |               | Арбітри: Ерік Фурлатт Кріс Лі |
| 12 хв. | Вилучення               | 6 хв.     |               | Арбітри: Ерік Фурлатт Кріс Лі |
| 46 | Кидки                   | 26        |               | Арбітри: Ерік Фурлатт Кріс Лі |

| 19 вересня 2016 3:00 | Чехія | 2 : 3 (ОТ) (0:0, 1:1, 1:1, 0:1) | Європа | Ейр-Канада-центр, Торонто Глядачів: 8,574 |

| Протокол                                                                       | Протокол            | Протокол                                                                                 | Протокол      | Протокол                              |
| ------------------------------------------------------------------------------ | ------------------- | ---------------------------------------------------------------------------------------- | ------------- | ------------------------------------- |
|                                                                                | Петр Мразек         | Голкіпери                                                                                | Ярослав Галак | Арбітри: Ерік Фурлатт Келлі Сазерленд |
| Ворачек (Йордан, Міхалек) – 33:28 М. Ганзал (Соботка, Гемський) (біл.) – 48:31 | 0–1 1–1 1–2 2–2 2–3 | Хара (Ванек, Бельмар) – 30:05 Цуккарелло (Галак) – 42:17 Драйзайтль (Цуккарелло) – 62:06 |               | Арбітри: Ерік Фурлатт Келлі Сазерленд |
| 12 хв.                                                                         | Вилучення           | 8 хв.                                                                                    |               | Арбітри: Ерік Фурлатт Келлі Сазерленд |
| 30                                                                             | Кидки               | 41                                                                                       |               | Арбітри: Ерік Фурлатт Келлі Сазерленд |

| 20 вересня 2016 8:00 | Канада | 4 : 2 (3:1, 1:0, 0:1) | США | Ейр-Канада-центр, Торонто Глядачів: 19,106 |

| Протокол | Протокол                | Протокол                                                          | Протокол      | Протокол                          |
| --- | ----------------------- | ----------------------------------------------------------------- | ------------- | --------------------------------- |
| | Кері Прайс              | Голкіпери                                                         | Джонатан Квік | Арбітри: Вес Макколі Ерік Фурлатт |
| Дюшен (Власич, Торнтон) — 05:51 Перрі (Кутюр, Тейвз) — 06:05 Дюшен (Бернс) — 12:07 Бержерон (Таварес, П'єтранджело) — 28:50 | 0–1 1–1 2–1 3–1 4–1 4–2 | Мак-Донаф (Степан, Кейн) — 04:22 Оші (Рімсдайк, Павелскі) — 57:28 |               | Арбітри: Вес Макколі Ерік Фурлатт |
| 6 хв. | Вилучення               | 6 хв.                                                             |               | Арбітри: Вес Макколі Ерік Фурлатт |
| 36 | Кидки                   | 34                                                                |               | Арбітри: Вес Макколі Ерік Фурлатт |

| 21 вересня 2016 8:00 | Канада | 4 : 1 (2:0, 1:1, 1:0) | Європа | Ейр-Канада-центр, Торонто Глядачів: 18,926 |

| Протокол                                                                                            | Протокол            | Протокол                        | Протокол      | Протокол                           |
| --------------------------------------------------------------------------------------------------- | ------------------- | ------------------------------- | ------------- | ---------------------------------- |
| | Корі Кроуфорд       | Голкіпери                       | Ярослав Галак | Арбітри: Дан О'Рурк Дан О’Геллоран |
| Кросбі (Боумістер) – 4:01 Тейвз (Дюшен) – 19:05 Тейвз (Кутюр) – 34:48 Кутюр (Тейвз, Власич) – 57:33 | 1–0 2–0 2–1 3–1 4–1 | 24:38 – Госса (Копітар, Ергофф) |               | Арбітри: Дан О'Рурк Дан О’Геллоран |
| 6 хв.                                                                                               | Вилучення           | 12 хв.                          |               | Арбітри: Дан О'Рурк Дан О’Геллоран |
| 46                                                                                                  | Кидки               | 20                              |               | Арбітри: Дан О'Рурк Дан О’Геллоран |

| 22 вересня 2016 8:00 | Чехія | 4 : 3 (1:1, 3:1, 0:1) | США | Ейр-Канада-центр, Торонто Глядачів: 11,987 |

| Протокол | Протокол                    | Протокол | Протокол               | Протокол                    |
| --- | --------------------------- | --- | ---------------------- | --------------------------- |
| | Петр Мразек                 | Голкіпери | Бен Бішоп Корі Шнайдер | Арбітри: Горд Дваєр Кріс Лі |
| Міхалек (Палат, Ганзал) — 12:44 Міхалек — 26:03 Шустр (Ворачек, Фролик) — 36:50 Міхалек (Гемський, Полак) — 37:29 | 1–0 1–1 2–1 2–2 3–2 4–2 4–3 | 14:28 — Павелскі (Парізе, Кейн) (біл.) 34:13 — Абделькадер (Бафлін, Сутер) 42:22 — Мак-Донаф (Вілер, Дубинський) (мен.) |                        | Арбітри: Горд Дваєр Кріс Лі |
| 8 хв. | Вилучення                   | 6 хв. |                        | Арбітри: Горд Дваєр Кріс Лі |
| 27 | Кидки                       | 39 |                        | Арбітри: Горд Дваєр Кріс Лі |

### Група B
| Команда          | І | В | ВО | ПО | П | Ш    | Очк |
| ---------------- | - | - | -- | -- | - | ---- | --- |
| Швеція           | 3 | 2 | 0  | 1  | 0 | 7:5  | 5   |
| Росія            | 3 | 2 | 0  | 0  | 1 | 8:5  | 4   |
| Північна Америка | 3 | 2 | 0  | 0  | 1 | 11:8 | 4   |
| Фінляндія        | 3 | 0 | 0  | 0  | 3 | 1:9  | 0   |

| 18 вересня 2016 3:00 | Росія | 1 : 2 (0:0, 0:2, 1:0) | Швеція | Ейр-Канада-центр, Торонто Глядачів: 18,966 |

| Протокол                        | Протокол           | Протокол                                                                         | Протокол       | Протокол                        |
| ------------------------------- | ------------------ | -------------------------------------------------------------------------------- | -------------- | ------------------------------- |
|                                 | Сергій Бобровський | Голкіпери                                                                        | Якоб Маркстрем | Арбітри: Вес Макколі Дан О'Рурк |
| Овечкін (Малкін, Дацюк) – 59:01 | 0–1 0–2 1–2        | 30:41 – Ландескуг (Карлссон, Бекстрем) (біл.) 32:52 – Гедман (Хагелін, Г. Седін) |                | Арбітри: Вес Макколі Дан О'Рурк |
| 8 хв.                           | Вилучення          | 6 хв.                                                                            |                | Арбітри: Вес Макколі Дан О'Рурк |
| 28                              | Кидки              | 29                                                                               |                | Арбітри: Вес Макколі Дан О'Рурк |

| 18 вересня 2016 8:00 | Фінляндія | 1 : 4 (0:1, 0:3, 1:0) | Північна Америка | Ейр-Канада-центр, Торонто Глядачів: 19,029 |

| Протокол                             | Протокол            | Протокол | Протокол    | Протокол                        |
| ------------------------------------ | ------------------- | --- | ----------- | ------------------------------- |
|                                      | Пекка Рінне         | Голкіпери | Метт Мюррей | Арбітри: Дан О’Геллоран Кріс Лі |
| Фільппула (Йокінен, Комаров) – 55:53 | 0–1 0–2 0–3 0–4 1–4 | 05:03 – Ейчел (Метьюс, Мак-Девід) (біл.) 25:27 – Годро (Парайко, Ларкін) 27:27 – Друен (Ньюджент-Гопкінс, Гостісбер) 34:37 – Мак-Кіннон (Парайко) |             | Арбітри: Дан О’Геллоран Кріс Лі |
| 4 хв.                                | Вилучення           | 6 хв. |             | Арбітри: Дан О’Геллоран Кріс Лі |
| 25                                   | Кидки               | 43 |             | Арбітри: Дан О’Геллоран Кріс Лі |

| 19 вересня 2016 8:00 | Північна Америка | 3 : 4 (1:0, 1:4, 1:0) | Росія | Ейр-Канада-центр, Торонто Глядачів: 19,078 |

| Протокол | Протокол                    | Протокол | Протокол           | Протокол                           |
| --- | --------------------------- | --- | ------------------ | ---------------------------------- |
| | Метт Мюррей Джон Гібсон     | Голкіпери | Сергій Бобровський | Арбітри: Горд Дваєр Дан О’Геллоран |
| Метьюс (К. Мак-Девід, М. Шейфеле) — 05:14 Райллі (Ньюджент-Гопкінс, Годро) — 37:56 Ньюджент-Гопкінс (Мак-Кіннон, Парайко) (біл.) — 43:01 | 1–0 1–1 1–2 1–3 1–4 2–4 3–4 | 29:29 — Наместников (Телегін, Анісімов) 30:19 — Кучеров (Кульомін) 33:37 — Кузнецов (Панарін, Зайцев) 35:43 — Тарасенко (Дацюк, Овечкін) |                    | Арбітри: Горд Дваєр Дан О’Геллоран |
| 10 хв. | Вилучення                   | 16 хв. |                    | Арбітри: Горд Дваєр Дан О’Геллоран |
| 43 | Кидки                       | 25 |                    | Арбітри: Горд Дваєр Дан О’Геллоран |

| 20 вересня 2016 3:00 | Фінляндія | 0 : 2 (0:0, 0:1, 0:1) | Швеція | Ейр-Канада-центр, Торонто Глядачів: 11,604 |

| Протокол | Протокол    | Протокол                                                     | Протокол         | Протокол                    |
| -------- | ----------- | ------------------------------------------------------------ | ---------------- | --------------------------- |
|          | Туукка Раск | Голкіпери                                                    | Генрік Лундквіст | Арбітри: Дан О'Рурк Кріс Лі |
|          | 0–1 0–2     | 29:57 – Строльман (Г. Седін, Д. Седін) 59:57 – Ерікссон (ПВ) |                  | Арбітри: Дан О'Рурк Кріс Лі |
| 8 хв.    | Вилучення   | 8 хв.                                                        |                  | Арбітри: Дан О'Рурк Кріс Лі |
| 36       | Кидки       | 29                                                           |                  | Арбітри: Дан О'Рурк Кріс Лі |

| 21 вересня 2016 3:00 | Північна Америка | 4 : 3 (ОТ) (3:2, 0:0, 0:1, 1:0) | Швеція | Ейр-Канада-центр, Торонто Глядачів: 19,104 |

| Протокол | Протокол                    | Протокол | Протокол         | Протокол                            |
| --- | --------------------------- | --- | ---------------- | ----------------------------------- |
| | Джон Гібсон                 | Голкіпери | Генрік Лундквіст | Арбітри: Келлі Сазерленд Горд Дваєр |
| Метьюс (Райллі, Мак-Девід) – 0:30 Трочек (Гостісбер, Ейчел) – 1:35 Годро (Гостісбер) – 13:57 Мак-Кіннон (Годро, Гостісбер) – 64:11 | 1–0 2–0 2–1 3–1 3–2 3–3 4–3 | 8:24 – Форсберг (Гернквіст, Бекстрем) 16:28 – Бекстрем (Форсберг, Карлссон) 46:50 – Берглунд (Карлссон, Содерберг) |                  | Арбітри: Келлі Сазерленд Горд Дваєр |
| 10 хв. | Вилучення                   | 8 хв. |                  | Арбітри: Келлі Сазерленд Горд Дваєр |
| 47 | Кидки                       | 37 |                  | Арбітри: Келлі Сазерленд Горд Дваєр |

| 22 вересня 2016 3:00 | Фінляндія | 0 : 3 (0:0, 0:2, 0:1) | Росія | Ейр-Канада-центр, Торонто Глядачів: 12,098 |

| Протокол | Протокол    | Протокол                                                                      | Протокол           | Протокол                          |
| -------- | ----------- | ----------------------------------------------------------------------------- | ------------------ | --------------------------------- |
|          | Туукка Раск | Голкіпери                                                                     | Сергій Бобровський | Арбітри: Ерік Фурлатт Вес Макколі |
|          | 0–1 0–2 0–3 | 23:42 – Тарасенко (Овечкін) 25:01 – Телегін (Шипачов) 43:39 – Малкін (Ємелін) |                    | Арбітри: Ерік Фурлатт Вес Макколі |
| 4 хв.    | Вилучення   | 6 хв.                                                                         |                    | Арбітри: Ерік Фурлатт Вес Макколі |
| 21       | Кидки       | 22                                                                            |                    | Арбітри: Ерік Фурлатт Вес Макколі |

## Плей-оф

### Півфінали
| 24 вересня 2016 7:00 | Канада | 5 : 3 (1:0, 1:2, 3:1) | Росія | Ейр-Канада-центр, Торонто Глядачів: 19,021 |

| Протокол | Протокол                        | Протокол                                                                                                  | Протокол           | Протокол                            |
| --- | ------------------------------- | --- | ------------------ | ----------------------------------- |
| | Кері Прайс                      | Голкіпери                                                                                                 | Сергій Бобровський | Арбітри: Келлі Сазерленд Дан О'Рурк |
| Кросбі — 07:40 Маршенд (Кросбі, Бержерон) — 37:36 Маршенд (Кросбі, Бержерон) — 41:16 Перрі (Кутюр, Власич) — 45:48 Таварес (Гецлаф, Власич) — 49:22 | 1–0 1–1 1–2 2–2 3–2 4–2 5–2 5–3 | 28:46 — Кучеров ( Зайцев, Малкін) 36:24 — Кузнецов (Телегін, Дадонов) 59:51 — Панарін (Кульомін, Кучеров) |                    | Арбітри: Келлі Сазерленд Дан О'Рурк |
| 6 хв. | Вилучення                       | 6 хв. |                    | Арбітри: Келлі Сазерленд Дан О'Рурк |
| 47 | Кидки                           | 34 |                    | Арбітри: Келлі Сазерленд Дан О'Рурк |

| 24 вересня 2016 1:00 | Швеція | 2 : 3 (ОТ) (0:0, 1:1, 1:1, 0:1) | Європа | Ейр-Канада-центр, Торонто Глядачів: 12,595 |

| Протокол                                                                      | Протокол            | Протокол                                                                                     | Протокол      | Протокол                           |
| ----------------------------------------------------------------------------- | ------------------- | -------------------------------------------------------------------------------------------- | ------------- | ---------------------------------- |
|                                                                               | Генрік Лундквіст    | Голкіпери                                                                                    | Ярослав Галак | Арбітри: Дан О’Геллоран Дан О'Рурк |
| Бекстрем (Строльман, Гернквіст) – 22:31 Карлссон (Г. Седін, Д. Седін) – 55:28 | 1–0 1–1 1–2 2–2 2–3 | 36:27 – Габорик (Ергофф, Копітар) 40:12 – Татар (Секера) 63:43 – Татар (Цуккарелло, Копітар) |               | Арбітри: Дан О’Геллоран Дан О'Рурк |
| 6 хв.                                                                         | Вилучення           | 8 хв.                                                                                        |               | Арбітри: Дан О’Геллоран Дан О'Рурк |
| 39                                                                            | Кидки               | 31                                                                                           |               | Арбітри: Дан О’Геллоран Дан О'Рурк |

### Фінал
| 27 вересня 2016 8:00 | Канада | 3 : 1 (2:0, 0:1, 1:0) | Європа | Ейр-Канада-центр, Торонто Глядачів: 18,377 |

| Протокол                                                                                       | Протокол        | Протокол                            | Протокол      | Протокол                             |
| ---------------------------------------------------------------------------------------------- | --------------- | ----------------------------------- | ------------- | ------------------------------------ |
|                                                                                                | Кері Прайс      | Голкіпери                           | Ярослав Галак | Арбітри: Вес Макколі Келлі Сазерленд |
| Маршенд (Бержерон, Кросбі) — 02:33 Стемкос (Гецлаф) — 13:20 Бержерон (Кросбі, Маршенд) — 49:24 | 1–0 2–0 2–1 3–1 | 27:00 — Татар (Зайденберг, Копітар) |               | Арбітри: Вес Макколі Келлі Сазерленд |
| 4 хв.                                                                                          | Вилучення       | 2 хв.                               |               | Арбітри: Вес Макколі Келлі Сазерленд |
| 38                                                                                             | Кидки           | 33                                  |               | Арбітри: Вес Макколі Келлі Сазерленд |

| 29 вересня 2016 8:00 | Європа | 1 : 2 (1:0, 0:0, 0:2) | Канада | Ейр-Канада-центр, Торонто Глядачів: 19,080 |

| Протокол                      | Протокол      | Протокол                                                                             | Протокол   | Протокол                           |
| ----------------------------- | ------------- | ------------------------------------------------------------------------------------ | ---------- | ---------------------------------- |
|                               | Ярослав Галак | Голкіпери                                                                            | Кері Прайс | Арбітри: Дан О'Рурк Дан О’Геллоран |
| Хара (Секера, Нільсен) – 6:26 | 1–0 1–1 1–2   | 57:07 – Бержерон (Бернс, Кросбі) (біл.) 59:16 – Маршенд (Тейвз, П'єтранджело) (мен.) |            | Арбітри: Дан О'Рурк Дан О’Геллоран |
| 10 хв.                        | Вилучення     | 4 хв.                                                                                |            | Арбітри: Дан О'Рурк Дан О’Геллоран |
| 34                            | Кидки         | 33                                                                                   |            | Арбітри: Дан О'Рурк Дан О’Геллоран |

## Статистика
| Володар Кубка світу 2016 |
| ------------------------ |
| Канада 2-й титул         |

| Склад переможців Канада | Патріс Бержерон, Джей Боумістер, Брент Бернс, Логан Кутюр, Корі Кроуфорд, Сідні Кросбі, Дрю Дауті, Метт Дюшен, Раєн Гецлаф, Клод Жіру, Брейден Голтбі, Бред Маршенд, Джейк Маззін, Раєн О'Райллі, Корі Перрі, Кері Прайс, Алекс П'єтранджело, Стівен Стемкос, Джон Таварес, Джо Торнтон, Джонатан Тейвз, Марк-Едуард Власич, Ші Вебер Головний тренер: Майк Бебкок Асистенти: Клод Жульєн, Білл Петерс, Джоел Кенневілль, Баррі Троц |

### Підсумкова таблиця
| 1 | Канада           |
| 2 | Європа           |
| 3 | Швеція           |
| 4 | Росія            |
| 5 | Північна Америка |
| 6 | Чехія            |
| 7 | США              |
| 8 | Фінляндія        |

### Нагороди
- Найцінніший гравець
  -  Сідні Кросбі
- Команда усіх зірок
  - Воротар: Кері Прайс
  - Захисники: Ерік Карлссон,  Шейн Гостісбер
  - Нападники: Сідні Кросбі, Бред Маршенд, Джонатан Тейвз

### Бомбардири
| Гравець         | Збірна           | І | Г | П | Очк. | +/− |
| --------------- | ---------------- | - | - | - | ---- | --- |
| Сідні Кросбі    | Канада           | 6 | 3 | 7 | 10   | 8   |
| Бред Маршенд    | Канада           | 6 | 5 | 3 | 8    | 5   |
| Патріс Бержерон | Канада           | 6 | 3 | 4 | 7    | 4   |
| Джонатан Тейвз  | Канада           | 6 | 3 | 2 | 5    | 6   |
| Метт Дюшен      | Канада           | 6 | 2 | 2 | 4    | 3   |
| Ніклас Бекстрем | Швеція           | 4 | 2 | 2 | 4    | 3   |
| Джонні Годро    | Північна Америка | 3 | 2 | 2 | 4    | 2   |
| Логан Кутюр     | Канада           | 6 | 1 | 3 | 4    | 3   |
| Джон Таварес    | Канада           | 6 | 1 | 3 | 4    | 2   |
| Матс Цуккарелло | Європа           | 6 | 1 | 3 | 4    | 2   |
| Ерік Карлссон   | Швеція           | 4 | 1 | 3 | 4    | 2   |

Джерело: WCH2016

### Найкращі воротарі
| Гравець            | Збірна           | І | В | ПШ | КН   | %ВБ   | І«0» | %ЧП |
| ------------------ | ---------------- | - | - | -- | ---- | ----- | ---- | --- |
| Кері Прайс         | Канада           | 5 | 5 | 7  | 1.40 | 0.957 | 1    | 300 |
| Ярослав Галак      | Європа           | 6 | 3 | 13 | 2.15 | 0.941 | 1    | 362 |
| Генрік Лундквіст   | Швеція           | 3 | 1 | 7  | 2.25 | 0.940 | 1    | 187 |
| Джон Гібсон        | Північна Америка | 2 | 1 | 3  | 2.09 | 0.932 | 0    | 86  |
| Сергій Бобровський | Росія            | 4 | 2 | 10 | 2.53 | 0.930 | 1    | 237 |
| Петр Мразек        | Чехія            | 2 | 1 | 6  | 2.98 | 0.925 | 1    | 121 |
| Туукка Раск        | Фінляндія        | 2 | 0 | 4  | 2.02 | 0.920 | 0    | 119 |

Джерело: WCH2016